# Фукахори, Иосиф Сатоси
Иосиф Сатоси Фукахори (8 октября 1924, Нагасаки — 24 сентября 2009, Кумамото) — католический прелат, епископ Такамацу с 7 июля 1977 года по 24 сентября 2009 год.

## Биография
22 декабря 1951 года Иосиф Сатоси Фукахори был рукоположен в священника.
7 июля 1977 года Римский папа Павел VI назначил Иосифа Сатоси Фукахори епископом Такамацу. 23 сентября 1977 года состоялось рукоположение Иосифа Сатоси Фукахори в епископа, которое совершил кардинал Павел Ёсигоро Тагути в сослужении с кардиналом Петром Сэйити Сираянаги и епископом Фукуоки Петром Сабуро Хиратой.
14 мая 2004 года Иосиф Сатоси Фукахори вышел в отставку. Скончался 24 сентября 2009 года в городе Такамацу.